# CETIC
Pour les articles homonymes, voir CETIC (homonymie).
 (mars 2017).
Si vous disposez d'ouvrages ou d'articles de référence ou si vous connaissez des sites web de qualité traitant du thème abordé ici, merci de compléter l'article en donnant les références utiles à sa vérifiabilité et en les liant à la section « Notes et références ».
Le CETIC (Centre d'Excellence en Technologies de l'Information et de la Communication) est un centre de recherche appliquée en informatique situé à Charleroi dans le Hainaut belge, fondé en 2001.

## Histoire et caractéristiques
Le CETIC a été fondé en 2001 sous l'impulsion des trois organismes universitaires que sont l'UCL, les FUNDP et la FPMs (à présent partie intégrante de la nouvelle UMons); grâce aux fonds structurels européens. Ses projets de recherche appliquée sont subventionnés par la Région wallonne et la Commission européenne. 
Le CETIC réalise des recherches au bénéfice des entreprises dans les domaines suivants : Software and System Engineering, Software and Services Technologies, Embedded and Communication Systems

## Mission
La mission du CETIC consiste à proposer aux entreprises belges, et spécialement aux PME implantées en Région wallonne, les résultats de la recherche appliquée en TIC générés dans le cadre des projets de recherche régionaux et européens réalisés en partenariat avec les entreprises et les universités. Il s'investit dans les projets de recherche financés par la Région wallonne. Le CETIC participe également à des projets des Programmes Cadres européens, ce qui lui assure une portée internationale et des collaborations avec des centres, universités et entreprises à travers toute l'Europe. Enfin, le CETIC  propose directement ses services de R & D aux entreprises, dans des contrats de conseil, de prototypage, de transfert technologique, …